# 洋上のロマンス
『洋上のロマンス』 (ようじょうのロマンス、Romance on the High Seas) は、1948年のアメリカ合衆国のミュージカル・ロマンティック・コメディ映画。
マイケル・カーティスが監督し、ジャック・カーソン、ジャニス・ペイジ、ドン・デフォア、ドリス・デイが主演した。デイにとって本作が映画デビュー作となった。アカデミー賞においてジューリー・スタイン作曲、サミー・カーン作詞の楽曲『It's Magic』がアカデミー歌曲賞に、レイ・ハインドフがアカデミー作曲賞にノミネートされた。

## ストーリー

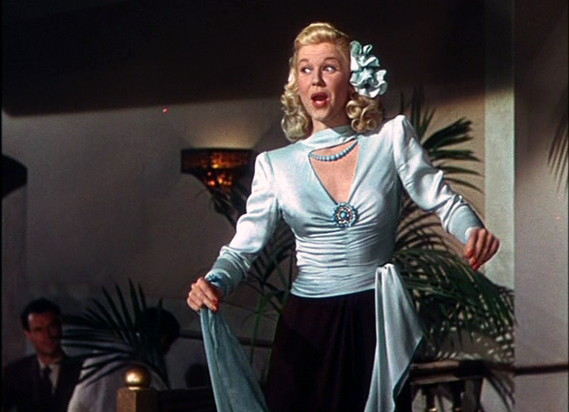
ドリス・デイ演じるジョージア・ギャレットが「I'm in Love」を歌う

エルヴィラ・ケント(ジャニス・ペイジ)と夫のマイケル(ドン・デフォア)は互いの浮気を疑う。結婚記念日にエルヴィラはリオデジャネイロ行きのクルーズを予約するが、マイケルは急な仕事で行けないかもしれないと語る。エルヴィラは1人で出掛ける振りをして、旅行会社で出会った歌手のジョージア・ギャレット(ドリス・デイ)を自分の名で船に乗せる。こっそりついて行ったエルヴィラは、マイケルが実際は乗船することを期待する。しかしマイケルは、エルヴィラが1人で出掛けたことを疑い、私立探偵ピーター・ヴァージル(ジャック・カーソン)を雇い、自分のことを監視していないか調べてもらう。
ピーターは業務の一環で乗船し、ジョージアと知り合う。ジョージアはエルヴィラの指示通りにピーターを含む周りの人々全てにエルヴィラを名乗る。ジョージアとピーターは互いに惹かれ合って次第に恋に落ち、問題が生じる。
中継地の1つでジョージアの友人オスカー・フェイラー(オスカー・レヴァント)が乗船する。オスカーはジョージアに片思いしている。ピーターは2人の様子を見て、オスカーがエルヴィラの不倫相手と思い込む。
リオのホテルにて全員が勢ぞろいし混乱する。真実が明らかになり、全てが丸く収まる。

## キャスト
- ピーター・ヴァージル：ジャック・カーソン
- エルヴィラ・ケント：ジャニス・ペイジ
- マイケル・ケント：ドン・デフォア
- ジョージア・ギャレット：ドリス・デイ
- オスカー・フェイラー：オスカー・レヴァント
- アンクル・ラズロ：S・Z・サコール
- ピニオ：フォーチュニオ・ボナノヴァ
- 船上の医師：エリック・ブロア
- リオのホテル・クラーク：フランクリン・パンボーン
- ミス・メドウィック：レスリー・ブルックス
- 旅行会社社員：ウィリアム・ベイクウェル
- 酔っ払い：ジョン・バークス
- 特別出演
サンバ・キングス
エイヴォン・ロング
ペイジ・カヴァナー・トリオ
サー・ランスロット

クレジット無し (出演順)
- 旅行会社社員：ジョン・アルヴィン
- カメラマン：ウィートン・チャンバーズ
- 車販売員：ダグラス・ケネディ
- 船のボーイ長：トリス・コフィン
- 電話オペレーター：サンドラ・グールド
- ラジオ・オペレーター：グラディ・サットン
- スチュワーデス：バーバラ・ベイツ

## 楽曲
- Put 'em in a Box, Tie 'em with a Ribbon, and Throw 'em in the Deep Blue Sea – ドリス・デイ、ペイジ・カヴァナー・トリオ
- It's Magic – ドリス・デイ
- It's You or No One – ドリス・デイ
- I'm in Love – ドリス・デイ
- The Tourist Trade – エイヴォン・ロング
- Run, Run, Run – ジャック・カーソン
- She's a Latin from Manhattan – ドリス・デイ
- Romance on the High Seas – サンバ・キングス
- Brazilian Rhapsody (aka Cuban Rhapsody) – オスカー・レヴァント

## 制作
当初ベティ・ハットンが主演する予定であったが、妊娠のため不可能となった。すでに活躍していたジュディ・ガーランドやジェーン・パウエルが候補に挙がった。監督のマイケル・カーティスはバンドのヴォーカリストで女優になる気のないドリス・デイにオーディションを受けるよう説得した。デイは再婚相手のミュージシャンのジョージ・ウェイドラーと離婚したばかりで情緒不安定になっており、オーディションで「エンブレイサブル・ユー」を歌いながら涙を流した。カーティスは歌唱力と新鮮な美しさでデイを採用し、主役のジョージア・ギャレット役に配役した。配役の変更やジャニス・ペイジの配役の遅れがあったにもかかわらず、興行収入において成功した。
ハットンの降板に際し、カーティスはジョージア役に、美しさ、歌い踊れること、全てを兼ね備えて輝きを放っていることを求めた。何十人もの女性たちがカーティスの要求にかなわず、最後にドリス・デイがカーティスに紹介された。カーティスはデイこそがその女性であるとして即決した。デイはマイケル・カーティス・プロダクションズと週500ドルの独占契約を結んだ。
ベテラン脚本家のI・A・L・ダイアモンドは1948年当時まだ駆け出しで、本作では台詞の追加執筆を務めた。これまでユニバーサル・インターナショナルで低予算ミステリーを執筆し、ワーナー・ブラザースに移籍した。1946年、コメディ映画『王子と運ちゃん』を執筆し、本作主演のジャック・カーソンが出演していた。ダイアモンドはキャリアを確立するまで約10年を要し、ついにビリー・ワイルダー監督と出会った。以降長年に亘り共に作品を制作するようになった。

## 興行収入
ワーナー・ブラザースの記録によると、アメリカ国内で$2,200,000 、国外で$1,025,000の興行収入があった。

## ポピュラー・カルチャー
1951年、フリッツ・フレラング監督のバッグス・バニーの映画『月曜日にはウサギを』に登場した。

## 受賞歴
アメリカン・フィルム・インスティチュートにより、以下のリストにノミネートされた:
- 2002年: 情熱的な映画ベスト100[9]
- 2004年: アメリカ映画主題歌ベスト100: "It's Magic"[10]
- 2006年: ミュージカル映画ベスト[11]